# Полторак Юрій Вікторович
Юрій Вікторович Полторак (6 серпня 1970 , Кіровоград ) — український футболіст, півзахисник.

## Біографія
Вихованець кіровоградської СДЮШОР-2, перші тренери — Василь Капінус та Володимир Самойленко. Потім займався у харківському спортінтернаті під керівництвом Семена Гейєра. Звідти був запрошений до «Металіста», проте за головну команду провів лише одну гру, у Кубку Федерації футболу СРСР вийшовши на заміну замість Андрія Панкова у матчі проти одеського «Чорноморця». Також відіграв 8 матчів за дубль харків'ян. 1988 року повернувся до рідного Кіровограда, де став гравцем місцевої «Зірки», за яку того ж року провів 17 матчів у другій лізі. Після цього був призваний до армії, службу проходив у місті Конотоп. Після демобілізації виступав за «Хлібороб» із Чорнобаю у змаганнях колективів фізкультури. У 1991 році провів 4 матчі за черкаський «Дніпро», після чого знову став гравцем «Зірки». Кольори кіровоградської команди продовжив захищати у чемпіонаті незалежної України. У 1994 році став першим гравцем, який провів за кіровоградців 100 матчів у чемпіонатах України. З командою пройшов шлях від перехідної до першої ліги, переможцем якої «Зірка» стала в 1995 році, проте після цього Полторак залишив клуб.
Після відходу зі «Зірки» став гравцем команди «Темп-АДВІС» із Хмельницького, проте відіграв у клубі всього місяць, після чого перейшов до кременчуцького «Нафтохіміка». Вже під час зимової перерви сезону 1995/96 знову змінив клуб, вирушивши до табору сєверодонецького «Хіміка», в якому дограв до кінця турніру. Наступний сезон провів у луганській «Зорі» та охтирському «Нафтовику». 1997 року знову повернувся до «Зірки», однак відіграв лише три матчі за другу команду клубу, після чого отримав серйозну травму хрестоподібних зв'язок колінного суглоба і випав із гри на тривалий час. У 1999 році провів 4 матчі за житомирське «Полісся», після чого вирішив завершити кар'єру. Після закінчення виступів, деякий час грав за аматорські команди з Кіровограда «Птако» та «Конан».
Закінчив факультет фізичного виховання Кіровоградського педагогічного інституту. Після 1999 року працював менеджером на кіровоградському м'ясокомбінаті «Ятрань».

### Збірна
У 1987 році викликався Олександром Піскарьовим в юнацьку збірну СРСР, за яку провів 1 матч.

## Досягнення
- Бронзовий призер Другої ліги чемпіонату України: 1993/94
- Переможець Першої ліги чемпіонату України: 1994/95